# Qaplān Tū
Qaplān Tū (persiska: قپلان تو, Qaplāntū, قَپلانتو) är en ort i Iran.   Den ligger i provinsen Kurdistan, i den nordvästra delen av landet, 400 km väster om huvudstaden Teheran. Qaplān Tū ligger 1 746 meter över havet och antalet invånare är 711.
Terrängen runt Qaplān Tū är kuperad.Runt Qaplān Tū är det ganska glesbefolkat, med 50 invånare per kvadratkilometer. Närmaste större samhälle är Tīlkū, 11,3 km söder om Qaplān Tū. Trakten runt Qaplān Tū består i huvudsak av gräsmarker.